# Hertha Berliner Sport-Club 2013-2014
Questa voce raccoglie le informazioni riguardanti lo Hertha Berliner Sport-Club nelle competizioni ufficiali della stagione 2013-2014.

## Stagione
Nella stagione 2013-2014 l'Hertha Berlino, allenato da Jos Luhukay, concluse il campionato di Bundesliga all'11º posto. In coppa di Germania l'Hertha Berlino fu eliminato al secondo turno dal Kaiserslautern.

## Maglie e sponsor
Lo sponsor tecnico per la stagione 2013-2014 fu Nike, mentre lo sponsor ufficiale fu DB. La divisa casalinga era composta da una maglietta blu con strisce bianche, pantaloncini e calzettoni blu. Quella da trasferta era invece costituita da una maglietta giallo ocra, pantaloncini e calzettoni bianchi. La terza divisa prevedeva invece una maglietta a strisce rosse e nere, con pantaloncini e calzettoni neri.
| Casa | Trasferta | Terza divisa |

## Rosa
| N. |                       | Ruolo | Calciatore           |
| -- | --------------------- | ----- | -------------------- |
| 1  | Germania (bandiera)   | P     | Thomas Kraft         |
| 2  | Slovacchia (bandiera) | D     | Peter Pekarík        |
| 3  | Georgia (bandiera)    | D     | Levan K'obiashvili   |
| 4  | Rep. Ceca (bandiera)  | D     | Roman Hubník         |
| 5  | Germania (bandiera)   | D     | Maik Franz           |
| 6  | Germania (bandiera)   | D     | Christoph Janker     |
| 7  | Giappone (bandiera)   | C     | Hajime Hosogai       |
| 8  | Camerun (bandiera)    | D     | Marcel Ndjeng        |
| 9  | Germania (bandiera)   | C     | Alexander Baumjohann |
| 10 | Tunisia (bandiera)    | A     | Änis Ben-Hatira      |
| 11 | Tunisia (bandiera)    | A     | Sami Allagui         |
| 12 | Brasile (bandiera)    | C     | Ronny                |
| 13 | Norvegia (bandiera)   | C     | Per Ciljan Skjelbred |
| 14 | Israele (bandiera)    | A     | Ben Sahar            |
| 15 | Germania (bandiera)   | D     | Sebastian Langkamp   |
| 17 | Germania (bandiera)   | C     | Tolga Ciğerci        |

| N. |                        | Ruolo | Calciatore             |
| -- | ---------------------- | ----- | ---------------------- |
| 18 | Germania (bandiera)    | C     | Peter Niemeyer         |
| 19 | Germania (bandiera)    | A     | Pierre-Michel Lasogga  |
| 20 | Colombia (bandiera)    | A     | Adrián Ramos           |
| 21 | Germania (bandiera)    | P     | Sascha Burchert        |
| 22 | Norvegia (bandiera)    | P     | Rune Jarstein          |
| 23 | Germania (bandiera)    | D     | Johannes van den Bergh |
| 24 | Germania (bandiera)    | C     | Peer Kluge             |
| 25 | Stati Uniti (bandiera) | C     | John Anthony Brooks    |
| 26 | Germania (bandiera)    | C     | Nico Schulz            |
| 28 | Svizzera (bandiera)    | D     | Fabian Lustenberger    |
| 32 | Germania (bandiera)    | D     | Fabian Holland         |
| 33 | Germania (bandiera)    | A     | Sandro Wagner          |
| 34 | Germania (bandiera)    | C     | Hany Mukhtar           |
| 35 | Germania (bandiera)    | P     | Marius Gersbeck        |
| 37 | Germania (bandiera)    | P     | Philip Sprint          |

## Organigramma societario
Area tecnica
- Allenatore: Jos Luhukay
- Allenatore in seconda: Markus Gellhaus, Rob Reekers
- Preparatore dei portieri: Richard Golz
- Preparatori atletici: David de Mel

## Risultati

### Bundesliga

#### Girone di andata
| Arbitro: | Weiner |

|                                                      |           |                  |
| Ramos 18’, 71’ Brooks 32’ Allagui 58’, 60’ Ronny 89’ | Marcatori | 37’ (rig.) Meier |

| Arbitro: | Winkmann |

|                        |           |                              |
| Drmić 40’ Kiyotake 89’ | Marcatori | 61’ Allagui 78’ (rig.) Ronny |

| Arbitro: | Fritz |

|           |           |  |
| Ramos 74’ | Marcatori |  |

| Arbitro: | Hartmann |

|                           |           |  |
| Olić 42’ Diego 45’ (rig.) | Marcatori |  |

| Arbitro: | Aytekin |

|  |           |             |
|  | Marcatori | 49’ Gentner |

| Arbitro: | Drees |

|            |           |               |
| Mehmedi 6’ | Marcatori | 38’ Skjelbred |

| Arbitro: | Meyer |

|                                 |           |           |
| Allagui 48’, 73’ Ben-Hatira 74’ | Marcatori | 8’ Müller |

| Arbitro: | Perl |

|            |           |           |
| Schulz 23’ | Marcatori | 81’ Ronny |

| Arbitro: | Drees |

|           |           |  |
| Ramos 36’ | Marcatori |  |

| Arbitro: | Weiner |

|                              |           |                         |
| Mandžukić 29’, 51’ Götze 54’ | Marcatori | 4’ Ramos 58’ Ben-Hatira |

| Arbitro: | Perl |

|  |           |                        |
|  | Marcatori | 26’ Szalai 90’ Draxler |

| Arbitro: | Aytekin |

|                           |           |                                      |
| Salihović 70’ (rig.), 81’ | Marcatori | 13’ Ben-Hatira 53’ (rig.), 84’ Ramos |

| Arbitro: | Winkmann |

|  |           |              |
|  | Marcatori | 29’ Kießling |

| Berlino 30 novembre 2013, ore 15:30 CET 14ª giornata | Hertha Berlino | 0 – 0 referto | Augusta | Olympiastadion (38 667 spett.)\| Arbitro: \| Welz \| |
| Arbitro:                                             | Welz           |               |         |                                                      |

| Arbitro: | Kinhöfer |

|  |           |                       |
|  | Marcatori | 20’ Ramos 80’ Ciğerci |

| Arbitro: | Dingert |

|                                 |           |                       |
| Ramos 17’ (rig.), 26’ Ronny 48’ | Marcatori | 15’ Petersen 32’ Hunt |

| Arbitro: | Gagelmann |

|         |           |                       |
| Reus 7’ | Marcatori | 23’ Ramos 45’ Allagui |

#### Girone di ritorno
| Arbitro: | Drees |

|           |           |  |
| Meier 36’ | Marcatori |  |

| Arbitro: | Weiner |

|          |           |                                   |
| Ramos 4’ | Marcatori | 20’ Feulner 68’, 90’ (rig.) Drmić |

| Arbitro: | Aytekin |

|  |           |                            |
|  | Marcatori | 15’ Allagui 23’, 38’ Ramos |

| Arbitro: | Fritz |

|               |           |                          |
| Skjelbred 21’ | Marcatori | 58’ Knoche 78’ Caligiuri |

| Arbitro: | Hartmann |

|          |           |                            |
| Boka 45’ | Marcatori | 5’ K'obiashvili 87’ Wagner |

| Berlino 28 febbraio 2014, ore 20:30 CET 23ª giornata | Hertha Berlino | 0 – 0 referto | Friburgo | Olympiastadion (37 920 spett.)\| Arbitro: \| Sippel \| |
| Arbitro:                                             | Sippel         |               |          |                                                        |

| Arbitro: | Meyer |

|                          |           |           |
| Choupo-Moting 65’ (rig.) | Marcatori | 51’ Ramos |

| Arbitro: | Winkmann |

|  |           |                                       |
|  | Marcatori | 49’ Stindl 57’ Schlaudraff 90’ Huszti |

| Arbitro: | Gagelmann |

|                                  |           |  |
| Arango 28’ Kruse 32’ Raffael 40’ | Marcatori |  |

| Arbitro: | Fritz |

|                  |           |                               |
| Ramos 66’ (rig.) | Marcatori | 6’ Kroos 14’ Götze 79’ Ribéry |

| Arbitro: | Perl |

|                         |           |  |
| Obasi 16’ Huntelaar 46’ | Marcatori |  |

| Arbitro: | Brych |

|             |           |              |
| Allagui 11’ | Marcatori | 30’ Polanski |

| Arbitro: | Stieler |

|                        |           |            |
| Kießling 1’ Brandt 24’ | Marcatori | 38’ Wagner |

| Augusta 19 aprile 2014, ore 15:30 CEST 31ª giornata | Augusta | 0 – 0 referto | Hertha Berlino | SGL Arena (30 059 spett.)\| Arbitro: \| Drees \| |
| Arbitro:                                            | Drees   |               |                |                                                  |

| Arbitro: | Kinhöfer |

|                        |           |  |
| Brooks 61’ Allagui 77’ | Marcatori |  |

| Arbitro: | Hartmann |

|               |           |  |
| Hunt 48’, 90’ | Marcatori |  |

| Arbitro: | Stieler |

|  |           |                                               |
|  | Marcatori | 41’, 80’ Lewandowski 44’ Jojić 82’ Mxit'aryan |

### Coppa di Germania
| Arbitro: | Cortus |

|                      |           |                                         |
| Harrer 5’ Kramer 58’ | Marcatori | 16’, 30’ Ben-Hatira 120’ (rig.) Allagui |

| Arbitro: | Kinhöfer |

|                                     |           |              |
| Idrissou 52’ Matmour 63’ Occéan 83’ | Marcatori | 25’ Niemeyer |

## Statistiche

### Statistiche di squadra
| Competizione      | Punti | In casa | In casa | In casa | In casa | In casa | In casa | In trasferta | In trasferta | In trasferta | In trasferta | In trasferta | In trasferta | Totale | Totale | Totale | Totale | Totale | Totale | DR |
| Competizione      | Punti | G       | V       | N       | P       | Gf      | Gs      | G            | V            | N            | P            | Gf           | Gs           | G      | V      | N      | P      | Gf     | Gs     | DR |
| ----------------- | ----- | ------- | ------- | ------- | ------- | ------- | ------- | ------------ | ------------ | ------------ | ------------ | ------------ | ------------ | ------ | ------ | ------ | ------ | ------ | ------ | -- |
| Bundesliga        | 41    | 17      | 6       | 3       | 8       | 20      | 24      | 17           | 5            | 5            | 7            | 20           | 24           | 34     | 11     | 8      | 15     | 40     | 48     | -8 |
| Coppa di Germania | -     | 0       | 0       | 0       | 0       | 0       | 0       | 2            | 1            | 0            | 1            | 4            | 5            | 2      | 1      | 0      | 1      | 4      | 5      | -1 |
| Totale            | -     | 17      | 6       | 3       | 8       | 20      | 24      | 19           | 6            | 5            | 8            | 24           | 29           | 36     | 12     | 8      | 16     | 44     | 53     | -9 |

### Andamento in campionato
| Giornata  | 1 | 2 | 3 | 4 | 5 | 6  | 7 | 8 | 9 | 10 | 11 | 12 | 13 | 14 | 15 | 16 | 17 | 18 | 19 | 20 | 21 | 22 | 23 | 24 | 25 | 26 | 27 | 28 | 29 | 30 | 31 | 32 | 33 | 34 |
| --------- | - | - | - | - | - | -- | - | - | - | -- | -- | -- | -- | -- | -- | -- | -- | -- | -- | -- | -- | -- | -- | -- | -- | -- | -- | -- | -- | -- | -- | -- | -- | -- |
| Luogo     | C | T | C | T | C | T  | C | T | C | T  | C  | T  | C  | C  | T  | C  | T  | T  | C  | T  | C  | T  | C  | T  | C  | T  | C  | T  | C  | T  | T  | C  | T  | C  |
| Risultato | V | N | V | P | P | N  | V | N | V | P  | P  | V  | P  | N  | V  | V  | V  | P  | P  | V  | P  | V  | N  | N  | P  | P  | P  | P  | N  | P  | N  | V  | P  | P  |
| Posizione | 1 | 6 | 5 | 6 | 8 | 10 | 5 | 6 | 4 | 5  | 7  | 7  | 8  | 7  | 7  | 7  | 6  | 7  | 8  | 7  | 8  | 7  | 8  | 9  | 9  | 9  | 9  | 10 | 10 | 10 | 10 | 10 | 10 | 11 |

Legenda:

Luogo: C = Casa; T = Trasferta. Risultato: V = Vittoria; N = Pareggio; P = Sconfitta.

### Statistiche dei giocatori
| Giocatore        | Bundesliga | Bundesliga | Bundesliga  | Bundesliga | Coppa di Germania | Coppa di Germania | Coppa di Germania | Coppa di Germania | Totale   | Totale | Totale      | Totale     |
| Giocatore        | Presenze   | Reti       | Ammonizioni | Espulsioni | Presenze          | Reti              | Ammonizioni       | Espulsioni        | Presenze | Reti   | Ammonizioni | Espulsioni |
| ---------------- | ---------- | ---------- | ----------- | ---------- | ----------------- | ----------------- | ----------------- | ----------------- | -------- | ------ | ----------- | ---------- |
| S. Burchert      | -          | -          | -           | -          | -                 | -                 | -                 | -                 | -        | -      | -           | -          |
| M. Gersbeck      | 1          | 0          | 0           | 0          | -                 | -                 | -                 | -                 | 1        | 0      | 0           | 0          |
| R. Jarstein      | 1          | 0          | 0           | 0          | -                 | -                 | -                 | -                 | 1        | 0      | 0           | 0          |
| T. Kraft         | 32         | 0          | 0           | 0          | 2                 | 0                 | 0                 | 0                 | 34       | 0      | 0           | 0          |
| P. Sprint        | -          | -          | -           | -          | -                 | -                 | -                 | -                 | -        | -      | -           | -          |
| J. Brooks        | 16         | 2          | 2           | 0          | 1                 | 0                 | 0                 | 0                 | 17       | 2      | 2           | 0          |
| M. Franz         | -          | -          | -           | -          | 1                 | 0                 | 0                 | 0                 | 1        | 0      | 0           | 0          |
| C. Janker        | 5          | 0          | 0           | 0          | 1                 | 0                 | 0                 | 0                 | 6        | 0      | 0           | 0          |
| S. Langkamp      | 29         | 0          | 6           | 0          | 1                 | 0                 | 0                 | 0                 | 30       | 0      | 6           | 0          |
| P. Pekarík       | 31         | 0          | 4           | 0          | -                 | -                 | -                 | -                 | 31       | 0      | 4           | 0          |
| A. Syhre         | -          | -          | -           | -          | -                 | -                 | -                 | -                 | -        | -      | -           | -          |
| J. van den Bergh | 26         | 0          | 2           | 0          | 1                 | 0                 | 0                 | 0                 | 27       | 0      | 2           | 0          |
| A. Baumjohann    | 9          | 0          | 1           | 0          | 1                 | 0                 | 0                 | 0                 | 10       | 0      | 1           | 0          |
| Ä. Ben-Hatira    | 21         | 3          | 2           | 0          | 1                 | 2                 | 0                 | 0                 | 22       | 5      | 2           | 0          |
| T. Ciğerci       | 19         | 1          | 6           | 0          | 1                 | 0                 | 0                 | 0                 | 20       | 1      | 6           | 0          |
| F. Holland       | 3          | 0          | 0           | 0          | 1                 | 0                 | 0                 | 0                 | 4        | 0      | 0           | 0          |
| H. Hosogai       | 33         | 0          | 4           | 0          | 1                 | 0                 | 0                 | 0                 | 34       | 0      | 4           | 0          |
| P. Kluge         | 2          | 0          | 0           | 0          | 1                 | 0                 | 0                 | 0                 | 3        | 0      | 0           | 0          |
| L. K'obiashvili  | 15         | 1          | 2           | 0          | -                 | -                 | -                 | -                 | 15       | 1      | 2           | 0          |
| F. Lustenberger  | 19         | 0          | 1           | 0          | 2                 | 0                 | 1                 | 0                 | 21       | 0      | 2           | 0          |
| H. Mukhtar       | 10         | 0          | 0           | 0          | 1                 | 0                 | 0                 | 0                 | 11       | 0      | 0           | 0          |
| M. Ndjeng        | 17         | 0          | 1           | 0          | 1                 | 0                 | 0                 | 0                 | 18       | 0      | 1           | 0          |
| P. Niemeyer      | 20         | 0          | 2           | 0          | 1                 | 1                 | 0                 | 0                 | 21       | 1      | 2           | 0          |
| Ronny            | 27         | 4          | 4           | 0          | 1                 | 0                 | 0                 | 0                 | 28       | 4      | 4           | 0          |
| N. Schulz        | 23         | 0          | 4           | 0          | 1                 | 0                 | 0                 | 0                 | 24       | 0      | 4           | 0          |
| P. Skjelbred     | 28         | 2          | 4           | 0          | -                 | -                 | -                 | -                 | 28       | 2      | 4           | 0          |
| S. Allagui       | 29         | 9          | 4           | 0          | 2                 | 1                 | 0                 | 0                 | 31       | 10     | 4           | 0          |
| A. Ramos         | 32         | 16         | 3           | 0          | 2                 | 0                 | 0                 | 0                 | 34       | 16     | 3           | 0          |
| S. Wagner        | 25         | 2          | 4           | 1          | 2                 | 0                 | 1                 | 0                 | 27       | 2      | 5           | 1          |
| B. Sahar         | 1          | 0          | 0           | 0          |                   |                   |                   |                   |          |        |             |            |